# فهرست دریافت‌کنندگان نشان درجه یک فتح

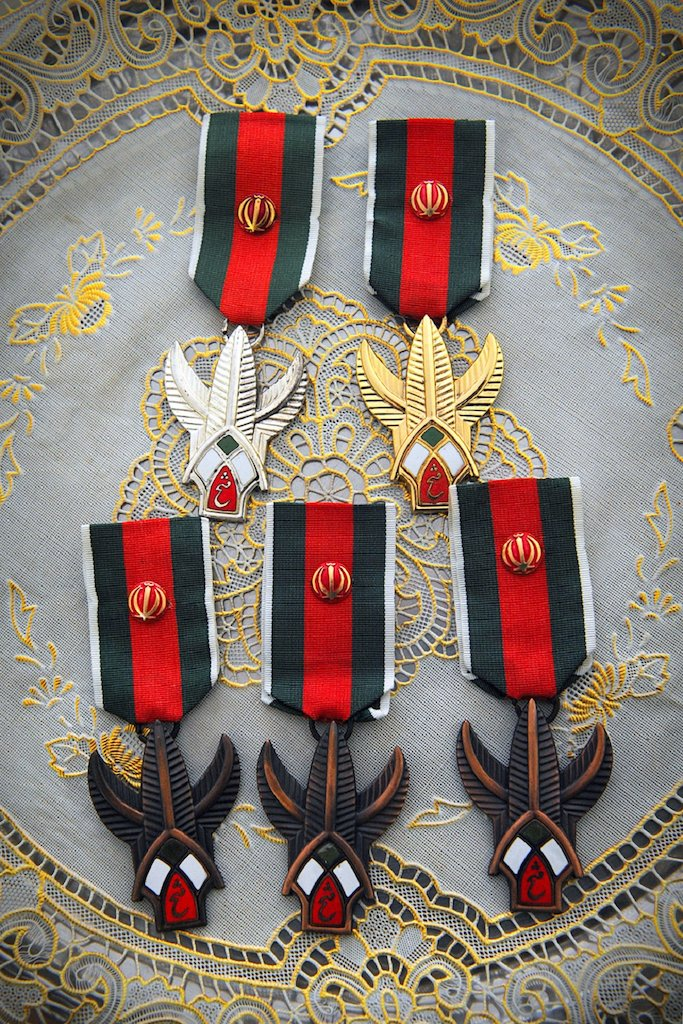
سه درجه از نشان فتح به رنگهای طلایی، نقره ای و برنزی

این نوشتار شامل فهرست افرادی است که تاکنون نشان درجه یک فتح (طلایی) را از رهبر جمهوری اسلامی ایران دریافت کرده‌اند. نشان فتح به نشانی در ایران گفته می‌شود که توسط رهبر این کشور به رزمندگان نبردهایی با پیروزی چشم‌گیر داده می‌شود. درجه‌های نظامی یاد شده در این فهرست، درجه فرد هنگام دریافت آخرین نشان فتح است و شامل ارتقای درجه بعد از آن نیست. تا سال ۱۴۰۳ خورشیدی مجموعاً ۲۳ نشان طلایی فتح به ۱۸ نفر اهدا شده‌است.

- رنگ بنفش و علامت  † نشان‌دهنده این است که فرد در جنگ کشته شده و نشان پس از مرگ به بستگان او داده شده‌است.

style="background:#e3d9ff;"|

| ردیف | عکس | نام                 | سازمان                            | درجه           | نشان‌های فتح                            | یادداشت |
| ---- | --- | ------------------- | --------------------------------- | -------------- | -------------------------------------- | --- |
| ۱    |     | محسن رضایی          | سپاه پاسداران                     | —              | نشان طلایی · نشان طلایی · نشان طلایی   | فرمانده سپاه پاسداران از ۱۳۶۰ تا پایان جنگ                                                                   |
| ۲    |     | سید یحیی رحیم‌صفوی   | سپاه پاسداران                     | —              | نشان طلایی · نشان طلایی · نشان نقره‌ای  | مدتی فرماندهی علمیات جنوب و فرماندهی نیروی زمینی سپاه را در جنگ برعهده داشت.                                 |
| ۳    |     | حسین حسنی سعدی      | ارتش                              | سرتیپ          | نشان طلایی · نشان طلایی · نشان نقره‌ای  | فرمانده نیروی زمینی ارتش از ۱۳۶۵ تا پایان جنگ                                                                |
| ۴    |     | علی صیاد شیرازی     | ارتش                              | سرتیپ          | نشان طلایی · نشان طلایی                | فرمانده نیروی زمینی ارتش از ۱۳۶۰ تا ۱۳۶۵                                                                     |
| ۵    |     | علی شمخانی          | سپاه پاسداران، ارتش(از آبان ۱۳۶۸) | دریادار        | نشان طلایی · نشان نقره‌ای · نشان نقره‌ای | جانشین فرمانده کل سپاه از ۱۳۶۰ تا پایان جنگ                                                                  |
| ۶    |     | قاسم سلیمانی        | سپاه پاسداران                     | —              | نشان طلایی · نشان نقره‌ای · نشان نقره‌ای | فرمانده لشکر ۴۱ ثارالله از ۱۳۶۱ تا پایان جنگ                                                                 |
| ۷    |     | مرتضی قربانی        | سپاه پاسداران                     | —              | نشان طلایی · نشان نقره‌ای · نشان برنزی  | فرمانده لشکر ۲۵ کربلا در جنگ هشت ساله                                                                        |
| ۸    |     | محمد باقری          | سپاه پاسداران                     | —              | نشان طلایی · نشان برنزی · نشان برنزی   | مسئول اطلاعات عملیات نیروی زمینی سپاه و قرارگاه خاتم‌الانبیا از سال ۱۳۶۲ تا پایان جنگ                         |
| ۹    |     | حسین فهمیده †       | سپاه پاسداران (بسیج)              | —              | نشان طلایی                             | عملیات استشهادی علیه تانک‌های عراقی در نبرد خرمشهر                                                            |
| ۱۰   |     | منصور ستاری         | ارتش                              | سرتیپ          | نشان طلایی                             | فرمانده نیروی هوایی ارتش از ۱۳۶۵ تا پایان جنگ                                                                |
| ۱۱   |     | اکبر هاشمی رفسنجانی | قرارگاه مرکزی خاتم‌الانبیا         | —              | نشان طلایی                             | فرمانده قرارگاه مرکزی خاتم‌الانبیا از بهمن ۱۳۶۲ تا پایان جنگ جانشین فرمانده کل قوا از خرداد ۱۳۶۷ تا پایان جنگ |
| ۱۲   |     | محمد پاکپور         | سپاه پاسداران                     | سرتیپ پاسدار   | نشان طلایی                             | به پاس خدماتش در فرماندهی نیروی زمینی سپاه                                                                   |
| ۱۳   |     | علی فدوی            | سپاه پاسداران                     | دریادار پاسدار | نشان طلایی                             | برای دستگیری ملوانان آمریکایی در اطراف جزیره فارسی                                                           |
| ۱۴   |     | حبیب‌الله سیاری      | ارتش                              | دریادار        | نشان طلایی                             | به پاس خدماتش در فرماندهی نیروی دریایی ارتش از ۱۳۸۶ تا ۱۳۹۶                                                  |
| ۱۵   |     | کیومرث حیدری        | ارتش                              | سرتیپ          | نشان طلایی                             | به پاس خدماتش در فرماندهی نزاجا و امدادرسانی در حوادث طبیعی                                                  |
| ۱۶   |     | حسین سلامی          | سپاه پاسداران                     | سرلشکر پاسدار  | نشان طلایی                             | به پاس خدماتش در فرماندهی سپاه                                                                               |
| ۱۷   |     | سید عبدالرحیم موسوی | ارتش                              | سرلشکر         | نشان طلایی                             | به پاس خدماتش در فرماندهی ارتش                                                                               |
| ۱۸   |     | امیرعلی حاجی‌زاده    | سپاه پاسداران                     | سرتیپ پاسدار   | نشان طلایی                             | عملیات «وعده صادق ۲»                                                                                         |